# Tjeerd Boersma
Pour les articles homonymes, voir Boersma.
Tjeerd Albert Boersma (né le 22 février 1915 à Amsterdam - mort le 3 juin 1985 à Graz) est un athlète néerlandais, spécialiste du sprint.

## Biographie
Aux Championnats d'Europe de 1934, Tjeerd Boersma remporte la médaille de bronze sur 4 × 100 mètres au sein du relais néerlandais, composé également de Martinus Osendarp, Robert Jansen et Christiaan Berger.

### Palmarès
| Date | Compétition           | Lieu  | Résultat | Épreuve   | Performance |
| ---- | --------------------- | ----- | -------- | --------- | ----------- |
| 1934 | Championnats d'Europe | Turin | 3e       | 4 × 100 m | 41 s 6      |

### Records
| Épreuve    | Performance | Lieu | Date |
| ---------- | ----------- | ---- | ---- |
| 100 mètres | 10 s 7      | —    | 1937 |